# 프랑크푸르트 파울 교회

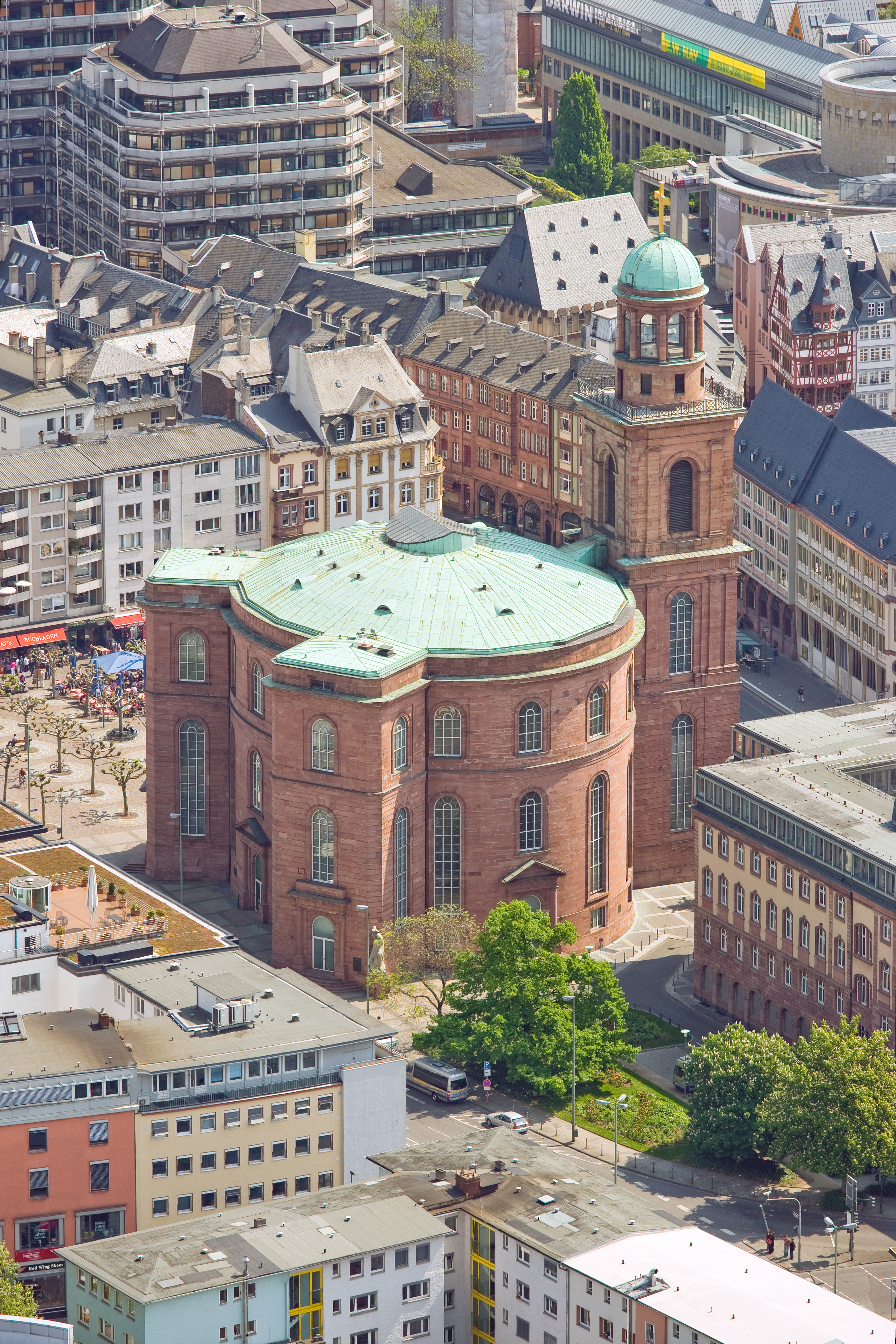
마인 타워(Main Tower)에서 본 파울 교회

파울 교회(독일어: Paulskirche)는 프랑크푸르트암마인에 있는 역사적 건축물로서, 독일 최초의 자유 선거로 구성된 의회인 프랑크푸르트 국민의회의 회의 장소로 활용되어 독일 정치사에서 중요한 의미가 있다. 1786년 무너진 중세 시대의 '맨발의 수도사' 교회 (독일어: Barfüßerkirche)를 대체할 목적으로 1789년부터 1833년까지 건축되었으며 1944년까지 루터교의 프랑크푸르트 중심 교회였다. 오늘날은 더 이상 교회로 사용되지는 않으며, 대신 다양한 축제와 행사 장소로 활용된다. 대표적으로 매년 프랑크푸르트 도서전의 평화상 수여 장소로 쓰이고 있다.

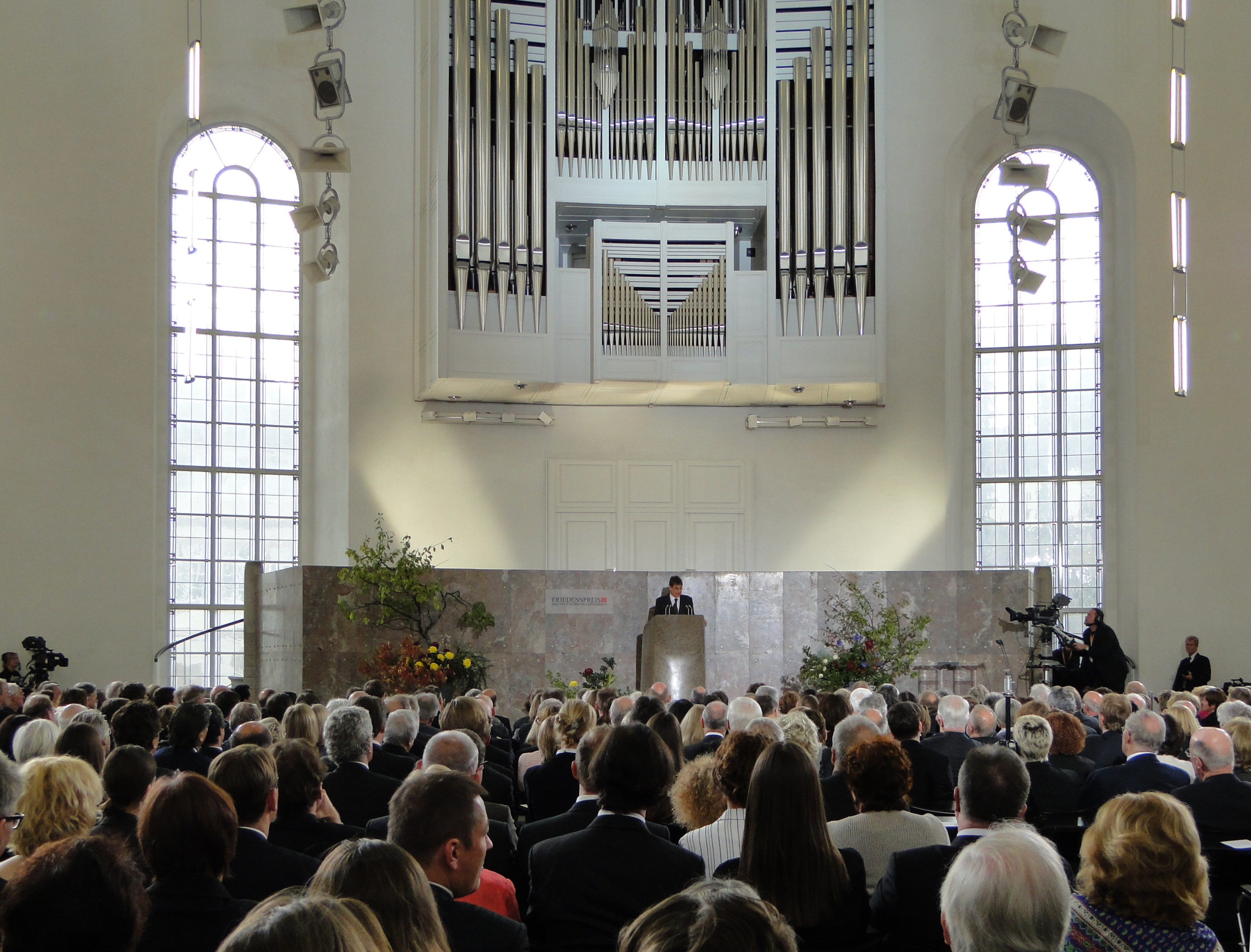
파울 교회에서의 2009년 프랑크푸르트 도서전 평화상 수여식